# آلپرام
آلپرام (به انگلیسی: Alpraham) یک روستا و محله مدنی در بریتانیا است که در چشر شرقی واقع شده‌است. آلپرام ۴۰۷ نفر جمعیت دارد.